# Franz Mertens
Franz Mertens (Schroda, 20 de março de 1840 — Viena, 5 de março de 1927) foi um matemático polonês.
Nasceu em Schroda, Grão-Ducado de Poznań, Reino da Prússia (agora Środa Wielkopolska, Polônia).
A função de Mertens M(x) é a função soma da função de Möbius, na teoria de funções aritméticas. A conjectura de Mertens relativa a seu crescimento, conjecturando-a limitada por x1/2, que implicaria a hipótese de Riemann, é atualmente reconhecida como falsa (Odlyzko e te Riele, 1985). A constante de Meissel–Mertens é análoga à constante de Euler-Mascheroni, mas a soma da série harmônica em sua definição é única somente sobre os primos ao invés de todos os inteiros, e o logarítmo é multiplicado por dois.
Está sepultado no Cemitério Central de Viena.